# Type 3 diabetes
Type 3 diabetes er den foreslåede term for Alzheimers, der resulterer i insulinresistens i hjernen.
Anden brug af termen:
1. Nogle medlemmer af Diabetes-fællesskabet refererer til patienter med Type 1 diabetes, der har vægtrelateret insulinresistens og andre symptomer på Type 2 diabetes. Men oftere bruges termen Diabetes 1.5 om disse patienter.[3][upålidelig kilde?]